# 0.07% (Héroes)
0.07% es el décimo noveno episodio de la serie de drama y ciencia ficción estadounidense Héroes.

## Argumento
- Linderman y Nathan Petrelli discuten de las cosas que podrían llegar a hacer con tan solo dejar que una bomba explote, ya que solo el 0,07% de la gente del mundo moriría.

- Mohinder Suresh está a punto de ser asesinado por Sylar; cuando, irónicamente, Peter Petrelli aparece y lo salva cuando éste se defiende, ocasionando que Peter y Sylar se enfrenten. Sylar logra «matarlo», y como resultado Mohinder noquea a Sylar con la lista, dejando el apartamento mientras Sylar está inconsciente.

- Claire Bennet continúa hablando con su abuela sobre la posible nueva vida como una Petrelli, y en eso Mohinder entra con el cadáver de Peter en su brazos. Angela le pide que se vaya y empieza a llorar por la muerte de su hijo. Ella llama a Nathan para comunicarle la noticia y éste se entristece por la muerte de su hermano. Finalmente, entra Claire y se presenta ante Nathan, pidiendo hablar en privado con Peter. Angela y Nathan acceden; y cuando Claire descubre lo que le pasó a Peter, lo devuelve a la vida.

- Peter y Nathan están conversando sobre la aparición de Claire y Peter le dice que necesita creer en su hija, pero cuando Nathan va apaciguar a Claire ésta le dice que comprende sus problemas y que lo ayudara a limpiar su imagen.

- Jessica continúa trabajando para Linderman; lo que provoca que D.L. desconfíe de ella e intente marcharse con Micah. Jessica recibe una llamada de Linderman, que intenta pedirle un préstamo de Micah, a lo que esta se niega, lo que ocasiona que Linderman secuestre a Micah.

- El Sr. Bennet hace un acuerdo telepático con Matt Parkman para poder escapar de la compañía, obedeciendo sus órdenes. Entre ellas, las más urgentes son: liberar a Ted Spraugue y utilizar sus habilidades para anular el sistema de seguridad de dicho lugar, produciendo un impulso electromagnético. Los tres, ya habiendo escapando, se ponen de acuerdo para poder destruir el sistema de rastreo «Walker».

- Sylar se molesta por la destrucción de la lista para localizar a los «especiales», aunque logra encontrar un trozo de una historieta con la dirección de Isaac Méndez y una vez que llega allá, lo mata.

- Al final del episodio vemos a Hiro Nakamura con Ando Masahashi en el futuro, devastado por la explosión, y encontrándose con su propia versión del futuro.[1][2]